# Сафронов, Алексей Степанович
Алексей Степанович Сафронов (1932 — неизвестно) — советский хоккеист, защитник.

## Биография
В сезоне 1950/51 играл за «Спартак» Ногинск. Бо́льшую часть карьеры (1951/52 — 1956/57, 1958/59 — 1959/60) провёл в команде из Электростали, носившую название «Химик» / ДК им. Карла Маркса / «Электросталь». Выступал также за «Крылья Советов» (1957/58), «Труд» Ногинск (1960/61 — 1961/62), «Труд» Павловский Посад (1962/1963). Дальнейшая судьба неизвестна.